# 郭希愈
郭希愈（1487年—？），字遜卿，直隸真定衛軍籍山西壼關縣人，明朝政治人物。

## 生平
順天府鄉試第六十九名舉人。正德十二年（1517年）中式丁丑科會試第三百四十八名，登第三甲第二百一十六名進士。兵部观政，初任行人司行人，嘉靖二年（1523年）任貴州道監察御史，巡按盧鳳。嘉靖三年（1524年），參與左順門哭諫。

## 家族
曾祖郭忠；祖父郭玘；父郭潔，母蘇氏。慈侍下。兄郭希鲁。